# Matthew Yates
Matthew Stewart Yates (4 febbraio 1969) è un ex mezzofondista britannico.

## Palmarès

### Europei indoor
- 1 medaglia:
  - 1 oro (Genova 1992 nei 1500 m piani)

### Giochi del Commonwealth
- 1 medaglia:
  - 1 bronzo (Auckland 1990 negli 800 m piani)

## Altre competizioni internazionali
1991
- Bronzo al Memorial Van Damme ( Bruxelles), 1500 m piani - 3'34"00

1992
- 10º al Memorial Van Damme ( Bruxelles), 1500 m piani - 3'38"55

1993
- Bronzo alla Grand Prix Final ( Londra), 1500 m piani - 3'35"04
- 5º ai Bislett Games ( Oslo), miglio - 3'52"75
- 7º all'ISTAF Berlin ( Berlino), miglio - 3'53"29
- 4º al Memorial Van Damme ( Bruxelles), miglio - 3'54"89
- Bronzo al DN Galan ( Stoccolma), 1500 m piani - 3'37"04

1994
- 4º alla Grand Prix Final ( Parigi), 1500 m piani - 3'42"79
- Argento all'ISTAF Berlin ( Berlino), 1500 m piani - 3'35"32
- 7º al Memorial Van Damme ( Bruxelles), 1500 m piani - 3'37"82

1995
- 15º all'ISTAF Berlin ( Berlino), miglio - 4'09"53
- 12º al Memorial Van Damme ( Bruxelles), 1500 m piani - 3'40"69

1998
- 12º all'ISTAF Berlin ( Berlino), 1500 m piani - 3'37"04